# Sparta (Missouri)
Sparta – miasto w Stanach Zjednoczonych, w stanie Missouri, w hrabstwie Christian.